# Pintor de Cleofont

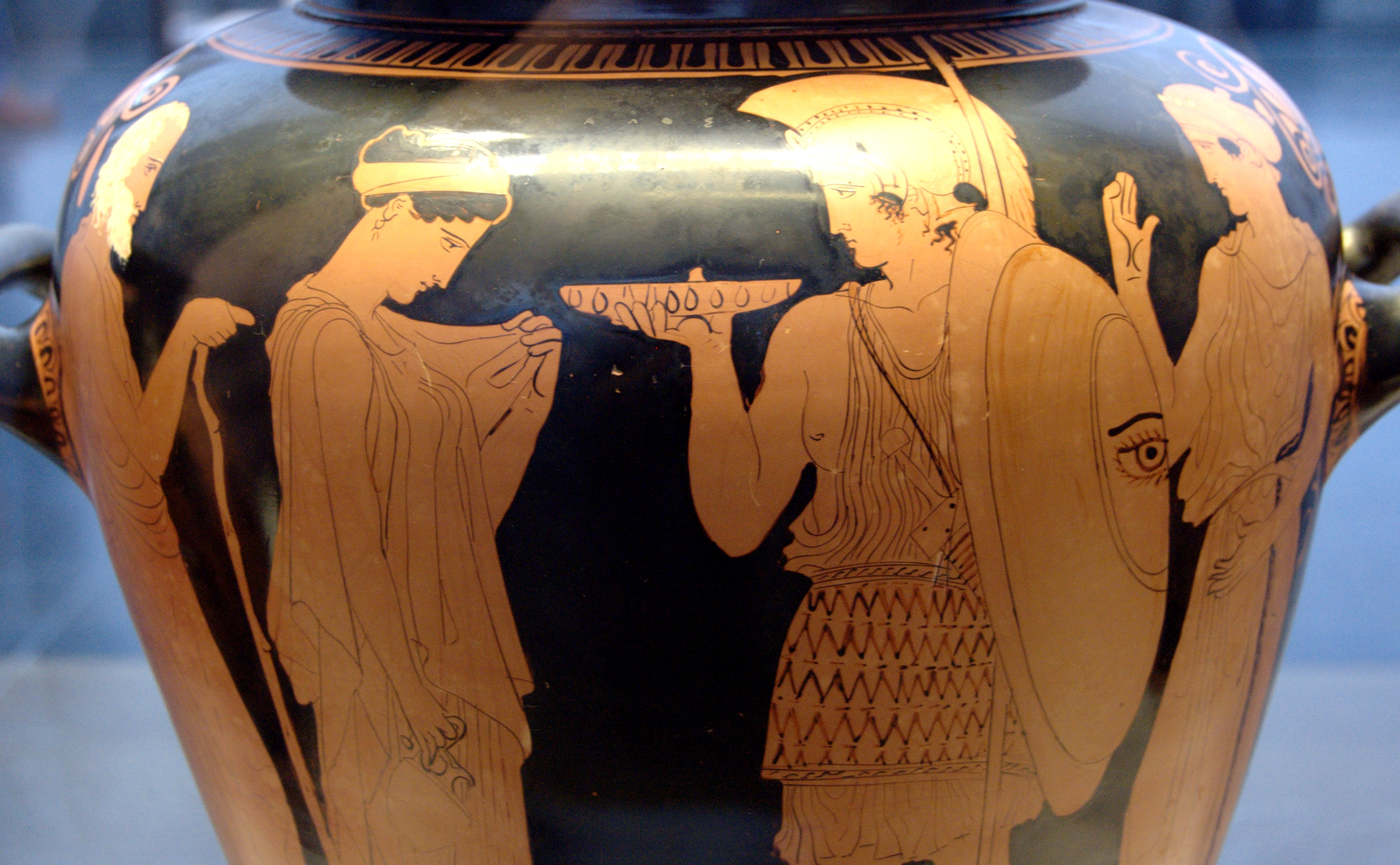
Partida del soldat. Got àtic de figures vermelles

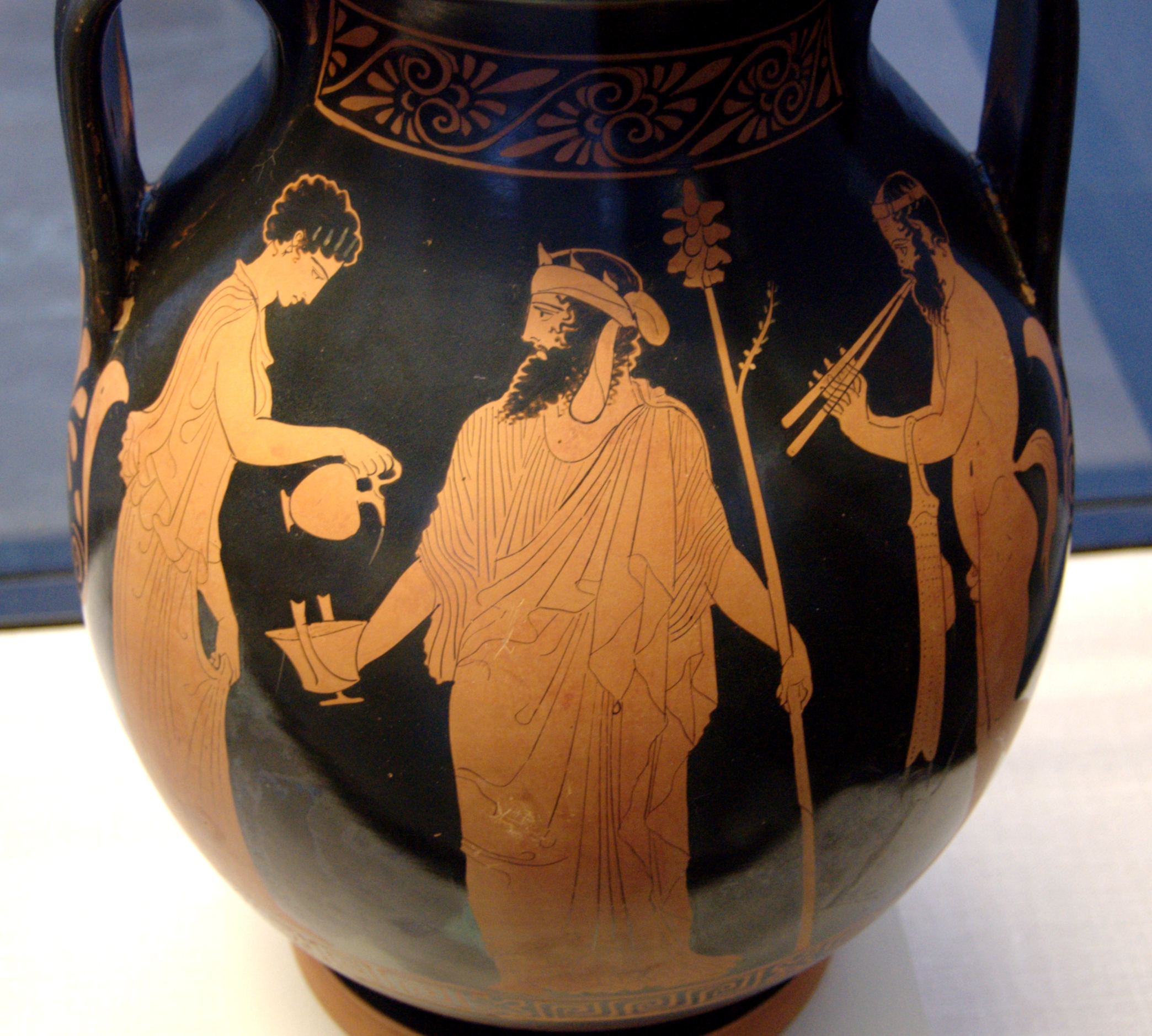
Mènade servint una libació a Dionís. Got àtic de figures vermelles

El Pintor de Cleofont és el nom convencional donat a un pintor àtic de gots de la segona meitat del segle V abans de la nostra era, alumne de Polignot, ceramista de segona generació del taller de Polignot i especialitzat en la decoració de vasos grans i mitjans. El seu got epònim és un estamne conservat a Sant Petersburg (Hermitage 810) que té una aclamació a un jove anomenat Cleofont.
Són freqüents en la seua producció els estamnes amb escenes de partides de soldats, un dels millors, el de Volci, conservat a Munic (Staatliche Antikensammlungen 2415). També a Munic es conserva la pèlice procedent de Gela amb l'escena del retorn d'Hefest a l'Olimp, un tema propi del període arcaic, però representat amb una calma inusual. El moviment d'aquest pintor es troba en l'únic crater amb volutes que es coneix dins de la seua producció, procedent de Spina i conservat al Museu Arqueològic Nacional de Ferrara. El retorn d'Hefest ompli el fris inferior mentre que el de dalt presenta el déu Apol·lo amb la processó que va al temple conduint el bou del sacrifici. En els dos frisos del crater de Ferrara el Pintor de Cleofont continua observant els ritmes oposats del fris del Partenó, mentre que en la sèrie de lutròfors funeraris (en fragments a Atenes i Oxford), alguns pintats amb policromia, sembla que ja participen en la nova atmosfera; el pintor hi ha representat esteles funeràries i escenes de batalla, per a commemorar els guerrers que van morir en els primers anys de la Guerra del Peloponés.